# رود سيلفا
رود سيلفا (بالإنجليزية: Rod Silva)‏ هو صاحب مطعم وسياسي أمريكي، ولد في 1972 في نيوآرك في الولايات المتحدة.